# Philippe-Charles François d'Arenberg
Philippe-Charles François d'Arenberg (né le 10 mai 1663 et mort le 25 août 1691 à Petrovaradin (Hongrie), des blessures reçues à la bataille de Slankamen), 3e duc d'Arenberg et du Saint-Empire, 9e duc d'Aerschot, est un militaire des Pays-Bas espagnols, au service de la Couronne d'Espagne, du XVIIe siècle.

## Biographie
Philippe-Charles-François, duc d'Arenberg, d'Arschot et de Croÿ, fils de Charles-Eugène, naquit le 10 mai 1663.
Il n’avait guère que quinze ans, lorsque Carlos de Gurrea, duc de Villahermosa, gouverneur général des Pays-Bas, lui confia le commandement d’un régiment d’infanterie allemande (20 octobre 1678). En 1683, il échangea ce commandement contre celui d’un régiment de cavalerie bourguignonne ; la même année, Charles II d'Espagne le nomma capitaine des archers de sa garde.
Décoré de l'ordre de la Toison d'or le 4 juillet 1685, il en reçut les insignes à Bruxelles, le 23 août suivant, des mains du prince de Nassau, gouverneur et capitaine général de Gueldre.

En 1691, il alla servir l’Empereur, qui le fit sergent général de bataille (« oberist veldwachtmeester »). Il commandait une brigade à la mémorable bataille de Slankamen (19 août 1691), où l’armée impériale remporta une victoire complète sur les Ottomans, victoire qui coûta par ailleurs de grands sacrifices. Blessé d’une balle à la poitrine dès le commencement de l’action, il venait de quitter le champ de bataille, lorsqu’on lui rapporta que les ennemis faisaient une sortie de leur camp ; il remonta à cheval, disant qu’il ne voulait mourir que les armes à la main, et ce fut seulement après que les Turcs eurent été repousses de toute part, qu’il consentit à faire panser sa blessure. Le coup qui l’avait frappé était mortel ; il vécut pourtant encore six jours, en proie à de cruelles souffrances qu’il supporta avec une patience et un courage exemplaires. Transporté à Petrovaradin, il y expira le 25 août. Sa fin fut celle d’un soldat et d’un chrétien. Un peu avant la bataille de Salankemen, il avait fait son testament militaire : 

« Je prie Dieu, écrivit-il au bas de cette pièce, de sauver mon âme, puisque je n’ai pas dessein d’épargner mon corps. »

Philippe-Charles-François d’Arenberg avait épousé, le 12 février 1684, Marie-Henriette del Caretto, fille d’Othon-Henri, marquis del Caretto, de Savone et de Grana, et de Marie-Thérèse, comtesse d’Eberstein, dont il eut un fils et une fille.
Son frère puîné, Alexandre-Joseph, prince d’Arenberg, qui était allé, en volontaire, à la guerre de Hongrie et commandait une compagnie dans le régiment du comte de Taff, fut tué, le 7 juillet 1683, dans une rencontre avec une avant-garde de l’armée ottomane. Il était né en 1664.

## Emplois
- Commandant d'un régiment d’infanterie allemande (20 octobre 1678) ;
- Commandant d'un régiment de cavalerie bourguignonne (1683) ;
- Capitaine des archers de la garde royale espagnole (1683 ;
- Commandant d'une brigade (1691) ;
- Capitaine général des gardes de l'empereur germanique ;

## Titres
- 3e duc d'Arenberg (1681-1691) ;
- 9e duc d'Aerschot ;
- duc de Croÿ.

### Fonctions héréditaires
- Grand d'Espagne (fonction attachée au titre de duc d'Aerschot).

## Décorations
- Chevalier de la Toison d'or (1685, brevet no 534)

## Armoiries
| Figure | Blasonnement |
|        | Écartelé, aux I et IV : contre-écartelé de Ligne et de Barbançon ; aux II et III de La Marck ; sur-le-tout d'Arenberg. |

## Vie familiale
Fils aîné de Charles-Eugène d'Arenberg (8 mai 1633 - Bruxelles † 25 juin 1681 - Mons (Hainaut)), 2e duc d'Arenberg et du Saint-Empire, 8e duc d'Aerschot et de Marie Henriette de Cusance (1er mai 1624 - Belvoir † 8 mai 1701 - Louvain), comtesse de Champlitte, baronne de Perweys (Brabant), dame de Faucogney et de Vergy, Philippe-Charles François épousa, le 12 février 1684 à Bruxelles, Maria Enrichetta del Carretto (20 septembre 1671 - Vienne (Autriche) † 22 février 1744 - Drogenbos, Brabant), marquise de Savone et de Grana, fille unique (née d'un premier mariage) de son beau-frère marquis de Grana, gouverneur général des Pays-Bas, dont il eut :
1. Marie-Anne (21 août 1689 † 24 avril 1736), mariée le 20 novembre 1707 avec François-Egon de La Tour (1675 † 1710), dit Le Prince d'Auvergne, comte d'Auvergne et marquis de Bergen-op-Zoom, fils de Frédéric-Maurice de La Tour d'Auvergne, comte d'Auvergne, dont une fille ;
2. Léopold-Philippe (14 octobre 1690 - Bruxelles † 4 mars 1754 - château d'Heverlee (nom local du château d'Arenberg (Brabant flamand)), 4e duc d'Arenberg, prince d'Arenberg, duc d'Arschot, prince de Porcéan, marquis de Mont-Cornet, comte de Lalaing et de Champlitte, baron de Perwez, seigneur d'Enghien, duc de Croÿ, feld-maréchal (lettres patentes du 20 mai 1737), commandant en chef des troupes impériales aux Pays-Bas, grand bailli du Hainaut, marié le 29 mars 1711 avec Maria Francesca Pignatelli (4 juin 1696 - Bruxelles † 3 mai 1766 - Bruxelles), princesse de Bisaccia, fille de Niccolò Pignatelli[2] (1658 † septembre 1719 - Paris), duc de Bisaccia, duc de Monteleón, vice-roi de Sardaigne (1687-1690), dont postérité.